# HD 34880
HD 34880，又名BD-05 1225，SAO 132004、HR 1759，是一颗恒星，视星等为6.39，位于銀經207.19，銀緯-22.66，其B1900.0坐标为赤經5h 15m 31.5s，赤緯-5° -22.66′ 8″。